# Ґенезій Віомар
Ґене́зій Віома́р (порт. Genésio Viomar; нар. 7 травня 1957, Ріо Прето, біля м. Прудентополіс, штат Парана, Бразилія) ― священник Української греко-католицької церкви, василіянин, довголітній співпрацівник української секції «Радіо Ватикан» і ректор Української папської колегії святого Йосафата (1994–2009), протоархимандрит Василіянського Чину святого Йосафата (від 10 липня 2012 р.).

## Життєпис
Народився як первісток з 12-ти дітей у сім'ї Володимира і Стефанії з роду Пєлак у бразилійському селі Ріо Прето, поблизу міста Прудентополіс (штат Парана), яке сьогодні здебільшого заселене українцями. Його першою мовою була українська.
Спершу навчався у початковій школі у рідному селі, потім у державній школі під проводом сестер Служебниць в селі Маркондес. З 1969 р. до 1973 р. вчився у василіянській малій семінарії Святого Йосифа в Прудентополісі. 16 січня 1974 р. розпочав новіціят у Чині отців Василіян у містечку Іваї, де впродовж двох років відбував вступне чернече випробування під проводом отця-магістра Тарсикія Залуцького.
22 січня 1976 р. склав тимчасову монашу професію і продовжив гуманістичні й філософські студії в монастирі Святого Василія Великого (Куритиба). Після філософії (1979–1981 рр.) настоятелі вислали його на богословські студії до Папського інституту святого Ансельма в Римі. Проживаючи в монастирі Головної управи Василіянського чину, брат Ґенезій 11 липня 1982 р. склав торжественну професію вічних обітів. Його богословські студії тісно перепліталися з працею в українській секції «Радіо Ватикан», бо на той час майже не було можливості запросити редактора чи фахівця з української мови з України чи, навіть, з діаспори. Таким чином він співпрацював з українською радіоредакцією впродовж тринадцяти років і ця праця дала йому нагоду ще більше пізнати Україну й Українську греко-католицьку церкву. 29 квітня 1984 р. брат Ґенезій отримав дияконські свячення з рук архієпископа Мирослава Марусина і по завершенні богословських студій, повернувся до Бразилії, щоб прийняти священниче рукоположення. Висвятив його єпископ Куритибський УГКЦ Єфрем Кривий, ЧСВВ 15 липня 1984 р. у м. Прудентополіс. По свяченнях о. Ґенезій повернувся до Риму, де продовжував працювати в українській секції «Радіо Ватикан», виконував обов'язки віце-ректора та економа Української папської колегії святого Йосафата (1986–1991, 1993–1994), студіював східні церковні науки та історію Церкви в Папському Східному Інституті (1990–1991), був ректором Української Папської Колегії Святого Йосафата (1994–2009). Крім того, отець Ґенезій також виконував відповідальні уряди у Василіянському чині: вісім років був Генеральним Вікарієм Чину (2000–2008), а з 8 лютого 2012 р. ― Протоігуменом Провінції Святого Йосифа в Бразилії.

### Головний настоятель Василіянського Чину святого Йосафата
На XII Генеральній Капітулі Чину, що тривала з 2 до 20 липня 2012 р. в Римі, 10 липня отця Ґенезія обрано Протоархимандритом Чину на наступне восьмиріччя. Служіння Протоархимандрита виконував до 19 липня 2022 року.